# Hans Munthe
Hans Ludvig Munthe, född 1728, död 25 maj 1799, var en svensk häradshövding.
Munthe var överauditör i Pommern 1767 och häradshövding i Viske härad och Fjäre härad 1772, i Vartofta härad 1780–1796. Han översatte Leopold Mozarts violinskola till svenska. Munthe invaldes som ledamot nr 31 av Kungliga Musikaliska Akademien den 18 mars 1772.